# Aeroporto di Turku
L'aeroporto di Turku (IATA: TKU, ICAO: EFTU), situato nella regione del Varsinais-Suomi, circa 8 km a nord di Turku, circa 160 km ad ovest di Helsinki è il quinto aeroporto più trafficato della Finlandia.
Nel 2011 l'aeroporto ha avuto 377 554 passeggeri e 7 853 tonnellate di merci (entrambi i dati in aumento rispetto all'anno precedente). 260 902 dei passeggeri erano internazionali.

## Collegamenti dell'aeroporto
- Autobus
  - linea numero 1 (Porto di Turku, Piazza del mercato, Stazione degli autobus)
- Auto
  - Strada europea E18 (Helsinki, Raisio, Naantali, San Pietroburgo)
  - Strada europea E63 (Tampere, Turku)
  - Kantatie 40